# Тонкель, Юрген
Юрген Тонкель (нем. Jürgen Tonkel; род. 23 августа 1962, Вольфратсхаузен, Бавария, Германия) — немецкий актёр.

## Биография
Юрген родился 23 августа 1962 году. В данный момент проживает в Мюнхене. У него есть три дочери.

## Фильмография
| Год       |    | Русское название                    | Оригинальное название               | Роль            |
| --------- | -- | ----------------------------------- | ----------------------------------- | --------------- |
| 1969      | с  | Место преступления                  | Tatort                              | Аксель Гебхардт |
| 1977      | с  | Инспектор Кресс                     | Der Alte                            | Heiko Флемминг  |
| 1978      | с  | SOKO 5113                           | SOKO 5113                           | Альбрехт Piltz  |
| 1981      | с  | Одно дело на двоих                  | Ein Fall für zwei                   | Комиссар        |
| 1986      | с  | Полицейский участок большого города | Großstadtrevier                     | Джерри Велькер  |
| 1989      | с  | Лесничий                            | Forsthaus Falkenau                  | Herr Gaubichler |
| 1990      | ф  | Das einfache Glück                  | Das einfache Glück                  | Фрэнк           |
| 2002—2019 | с  | Розенхаймские копы                  | Die Rosenheim-Cops                  | Карл Шретцмайер |
| 2004      | ф  | Летний шторм                        | Sommersturm                         | тренер Ханси    |
| 2004      | ф  | Бункер                              | Der Untergang                       | Эрих Кемпка     |
| 2009      | тф | Моя невестка — мужчина              | Meine Schwiegertochter ist ein Mann | Кристиан        |